# Polizeifunk ruft
(motto della serie)
Polizeifunk ruft è una serie televisiva poliziesca tedesca prodotta da Gyula Trebitsch per Studio Hamburg International Production (SHIP), Tokyo Broadcasting System (TBS) e Norddeutsches Werbefernsehen (NWF) dal 1966 al 1970 e nata come spin-off della serie Hafenpolizei (1963-1966). Protagonisti della serie sono Karl-Heinz Heß e Josef Dahmen; nel cast principale, figurano inoltre Karl-Heinz Kreienbaum, Eckhart Dux, Günter Lüdke e Karin Lieneweg.
La serie si compone di 4 stagioni per un totale di 52 episodi  (13 per stagione).
In Germania, la serie fu trasmessa in prima visione dall'emittente ARD 1. Il primo episodio, intitolato Außerkommando fu trasmesso per la prima volta in Germania il 5 dicembre 1966; l'ultimo, intitolato Auf glühenden Kohlen, fu trasmesso in prima visione l'11 marzo 1970.
La serie è stata trasmessa anche in Francia dal 1969 con il titolo Les cavaliers de la route.

## Descrizione
Protagonista è inizialmente è il Commissario Capo Koldehoff (presente anche in Hafenpolizei), un poliziotto di Amburgo. Koldehoff si avvale della collaborazione del Commissario Capo Walter Hartmann, che in seguito diventerà il protagonista..
Dalla seconda stagione, la scena del crimine diventa "internazionale" e in alcuni episodi si sposta dalla Germania anche in Francia e Giappone.
Nel sesto episodio dell'ultima stagione, intitolato Abschiedsabend, si assiste all'addio di Koldehoff, che va in pensione.

## Sigla
La musica della sigla è stata composta da Heinz Funk.

## Produzione e backstage
- La prima stagione fu girata in bianco e nero, mentre dalla seconda stagione la serie è stata girata a colori[1][3]
- La serie è stata girata tra Amburgo, Parigi e Tokyo[13]
- Per la realizzazione della serie i produttori si avvalsero della collaborazione della polizia di Amburgo[5]

## Episodi
| Stagione         | Episodi | Prima TV Germania | Prima TV Italia |
| ---------------- | ------- | ----------------- | --------------- |
| Prima stagione   | 13      | 1966-1967         | inedita         |
| Seconda stagione | 13      | 1968              | inedita         |
| Terza stagione   | 13      | 1968-1969         | inedita         |
| Quarta stagione  | 13      | 1969-1970         | inedita         |

## Guest-star
Tra le numerose guest star apparse nella serie, figurano (in ordine alfabetico):
- Vivi Bach
- Gerd Baltus
- Eva Maria Bauer
- Georg Beckhaus
- Katharina Brauren
- Peter Carsten
- Corny Collins
- Dieter Eppler
- Uwe Friedrichsen
- Bruno Hampel
- Gert Haucke
- Jan Hendriks
- Bernd Herzsprung
- Benno Hoffmann
- Walter Jokisch
- Harald Juhnke
- Nino Korda
- Volkert Kraeft
- Doris Kunstmann
- Carl Lange
- Gerlinde Locker
- Klaus Löwitsch
- Karl Merkatz
- Karl Obermaier
- Eva Pflug
- Thommy Piper
- Witta Pohl
- Jochen Rathmann
- Harry Riebauer
- Rolf Schimpf
- Dietmar Schönherr
- Ellen Schwiers
- Herbert Tiede
- Gisela Uhlen
- Günther Ungeheuer
- Henry Vahl
- Judy Winter
- Rolf Zacher
- Wolfgang Zerlett

## Sequel
La serie ha avuto un sequel o spin-off intitolato Hamburg Transit e andato in onda dal 1970 al 1974.